# Casearia mariquitensis
Casearia mariquitensis är en videväxtart som beskrevs av Carl Sigismund Kunth. Casearia mariquitensis ingår i släktet Casearia och familjen videväxter. Inga underarter finns listade i Catalogue of Life.